# Ashburton River
Pour les articles homonymes, voir Ashburton.
L'Ashburton River est un fleuve situé dans la région de Pilbara en Australie-Occidentale.

## Géographie
Il prend sa source à environ 100 km au sud de Newman et coule en direction du nord-ouest pour se jeter dans l'océan Indien à environ 20 km au sud-ouest de Onslow. Il croise la North West Coastal Highway à Nanutarra. Il a une longueur d'environ 680 km et son bassin, qui couvre une superficie de 66 850 km2 comprend les localités de Paraburdoo et Tom Price.

## Affluents
Ses principaux affluents sont les Beasley River, Henry River, Hardey River et Ethel River. Les plus petits sont les Duck Creek, Turee Creek, Tunnel Creek, Angelo River, Stockyard Creek, Gorge Creek, Goldfields Creek, Peepingee Creek et Jubricoo Creek.

## Faune
Il abrite une grande variété de poissons, notamment le Barramundi et le Vivaneau des mangroves et on y rencontre occasionnellement le Crocodile marin. On trouve le long de ses berges des espèces d'oiseaux tels que le Cygne noir, le Héron strié, l'Outarde d'Australie et l'Œdicnème bridé.